# Isla del Faraón
Isla del Faraón es el nombre de un islote situado al norte del golfo de Áqaba, en la costa oriental de la península del Sinaí, Egipto.

## Historia
En el siglo XII los cruzados defendían la ruta entre El Cairo y Damasco, controlada por la cercana ciudad de Áqaba (ahora en Jordania), por lo que construyeron una ciudadela en la pequeña isla que llamaron Île de Graye, conocida como Ayla o Aila en las crónicas árabes de la época, que también se refieren a un pueblo del mismo nombre en una isla en el lado opuesto del golfo. En el invierno de 1116, la isla estaba casi despoblada.
En diciembre de 1170, Saladino conquistó la isla y reconstruyó la ciudadela dejando una guarnición de hombres. En noviembre de 1181, Reinaldo de Châtillon intervino en el conflicto árabe de Aila y trató de establecer un bloqueo naval contra las tropas musulmanas allí durante el invierno de 1182-1183. El bloqueo realizado con solo dos barcos no tuvo éxito. En el siglo XIII, cuando el peregrino Thietmar llegó a la isla, en 1217, el lugar estaba habitado por un pueblo de pescadores y poblada por los musulmanes y los francos capturados. El gobernador mameluco de la ciudad de Aqaba vivió en la ciudadela durante algún tiempo en el siglo XIV, cuando hacia 1320 la sede del gobernador se trasladó a la ciudad.
Junto con la ciudadela de Al-Gundi, también en Egipto, la ciudadela de la Isla del Faraón fue agregada a la Lista Tentativa del Patrimonio Mundial de la UNESCO el 28 de julio de 2003, debido a su valor cultural universal.
Debido a su ubicación cerca de Jordania e Israel, la isla y sus arrecifes de coral se han convertido en una atracción turística popular entre los turistas con sede en Taba, Eilat y Áqaba.